# Vitamin C (album)
Vitamin C è il primo album in studio della cantante statunitense Vitamin C, pubblicato il 31 agosto 1999 dalla Elektra Records.

## Tracce
1. Smile (feat. Lady Saw) – 3:58 (Colleen Fitzpatrick, Josh Deutsch)
2. Turn Me On – 3:47 (Colleen Fitzpatrick, Josh Deutsch, Michael D. Goodman)
3. Me, Myself & I – 3:57 (Gregg Rolie, Michael John Carabello, Thomas Coke Escobedo)
4. Unhappy Anniversary – 3:56 (Sean Altman, Neol Cohen)
5. Not That Kind of Girl – 3:27 (Colleen Fitzpatrick, Michael Kotch)
6. Do What You Want to Do – 3:21 (Colleen Fitzpatrick, Josh Deutsch, George Clinton, Bootsy Collins, David Elliott, Gregory Jacobs, Terrence Woodford, Bernard Worrell, Herbert Ivey)
7. Girls Against Boys (feat. Count Bass D) – 4:16 (Colleen Fitzpatrick, Michael Kotch, Matt Mahaffey)
8. I Got You – 4:01 (Neil Finn)
9. Money (feat. Waymon Boone) – 3:47 (Colleen Fitzpatrick, Josh Deutsch)
10. About Last Night – 4:01 (Colleen Fitzpatrick, Josh Deutsch)
11. Fear of Flying – 3:16 (Jimmy Harry, Mick Jones, Joe Strummer, Topper Headon)
12. Graduation (Friends Forever) – 5:40 (Colleen Fitzpatrick, Josh Deutsch)

Traccia aggiunta nella versione giapponese
1. The Only One – 2:52

## Classifiche

### Classifiche settimanali
| Classifica (2000) | Posizione massima |
| ----------------- | ----------------- |
| Stati Uniti       | 29                |

### Classifiche di fine anno
| Classifica (2000) | Posizione |
| ----------------- | --------- |
| Stati Uniti       | 165       |